# Glashütten (Rickenbach)
Glashütten ist ein Ortsteil der Gemeinde Rickenbach im baden-württembergischen Landkreis Waldshut.
Der Weiler liegt im Hotzenwald, etwa zwei Kilometer nordwestlich von Rickenbach. Eine Straße verbindet ihn mit Altenschwand und der Kreisstraße 6538.
Das schon 1257 in einer Klingentaler Urkunde erwähnte Glashütten gehört zusammen mit Altenschwand zu den ältesten Glasmachersiedlungen des Schwarzwaldes. 1301 hatte hier die Deutschordenskommende Beuggen einen Hof.
Glashütten gehörte ursprünglich zum Amt Wehr. 
Der ehemalige Ortsteil von Altenschwand wurde 1973 im Zuge der Gemeindegebietsreform nach Rickenbach eingegliedert.